# Lustre (Montana)
Pour les articles homonymes, voir Lustre.
Lustre est une communauté non incorporée américaine située dans le comté de Vaalley au Montana.
Elle est située dans la réserve indienne de Fort Peck.